# Барселоннет
Барселонне́т (фр. Barcelonnette [baʁ.sə.lɔ.ˈnɛt̪], окс. Barcilona de Provença) — город во Франции (регион Прованс-Альпы-Лазурный берег, департамент Альпы Верхнего Прованса), супрефектура одноимённого округа.

## История
Город, расположенный в 67 км к востоку от города Гап, в долине реки Юбей на высоте более километра над уровнем моря, был основан в 1231 году прованским графом Раймундом Беренгером IV на месте древнеримского поселения и назван в честь Барселоны, родины его предков.
В 1388 году город стал предметом спора между графами Савойи и Прованса. И граф Савойский Амадей VIII отвоевал город у графа Провансского Людовика II.
В XVI — начале XVII века городок почти непрерывно пребывал в руках герцогства Савойя, в нём находились вигерия (административный суд). В 1588 и 1600 годах Барселоннет был взят с бою французским полководцем Ледигьером.
В 1628 году Барселоннет и окрестности были разорены французским полководцем Шалоном. В городе произошёл пожар. По Утрехтскому миру Барселоннет отошёл Франции. В середине века его население составляло более 6000 человек. В 1790 году он стал центром одноимённого района, просуществовавшего до 1800 и включавшего 7 кантонов. В 1851 г. в Барселоннете начались, но были подавлены волнения против Луи-Наполеона. На рубеже XIX—XX вв. многие жители Барселоннета эмигрировали в Мексику, некоторые возвратились и построили в Барселоннете пышные особняки, сохранившиеся до наших дней. Доныне многие мексиканцы зовут французов «барселоннетами».
Из других достопримечательностей городе представляют интерес несколько зданий XVIII—XIX веков и башня 1316 года.
В городе родился премьер-министр Франции Поль Рейно, учились Нобелевский лауреат П. Ж. де Жен и горнолыжница К. Мерль.
Недалеко от города 24 марта 2015 года потерпел катастрофу Airbus А320.